# Вильянуэва (Касанаре)
Вильянуэва (исп. Villanueva) — город и муниципалитет в северо-восточной части Колумбии, на территории департамента Касанаре.

## История
Поселение, из которого позднее вырос город, было основано в 1962 году. Муниципалитет Вильянуэва был выделен в отдельную административную единицу в 1982 году.

## Географическое положение
Город расположен в юго-западной части департамента, в пределах Оринокского природно-территориального комплекса, на левом берегу реки Упия (левый приток Меты), на расстоянии приблизительно 96 километров к юго-западу от города Йопаль, административного центра департамента. Абсолютная высота — 287 метров над уровнем моря.
Муниципалитет Вильянуэва граничит на северо-западе с территорией муниципалитета Сабаналарга, на северо-востоке — с муниципалитетом Монтеррей, на востоке — с муниципалитетом Таурамена, на юге и западе — с территорией департамента Мета. Площадь муниципалитета составляет 825 км².

## Население
По данным Национального административного департамента статистики Колумбии, совокупная численность населения города и муниципалитета в 2024 году составляла 40 227 человек.
Динамика численности населения муниципалитета по годам:
| 2005   | 2010   | 2015   | 2020   | 2021   | 2022   | 2023   | 2024   |
| ------ | ------ | ------ | ------ | ------ | ------ | ------ | ------ |
| 21 806 | 22 807 | 23 859 | 37 447 | 38 274 | 38 948 | 39 610 | 40 227 |

Согласно данным переписи 2005 года мужчины составляли 50,3 % от населения Вильянуэвы, женщины — соответственно 49,7 %. В расовом отношении белые и метисы составляли 96,7 % от населения города; негры и мулаты — 3 %; индейцы — 0,3 %.

## Экономика
Большинство трудоспособного населения занято в скотоводстве, а также в выращивании риса, масличной пальмы, сорго, хлопка, бананов, маниоки и фруктовых деревьев. На территории муниципалитета действуют три завода по производству пальмового масла.
53,4 % от общего числа городских и муниципальных предприятий составляют предприятия торговой сферы, 35,1 % — предприятия сферы обслуживания, 8,1 % — промышленные предприятия, 3,4 % — предприятия иных отраслей экономики.